# Lonnia rustica
Lonnia rustica är en insektsart som beskrevs av Hamilton 1983. Lonnia rustica ingår i släktet Lonnia och familjen dvärgstritar. Inga underarter finns listade i Catalogue of Life.